# مايكل شاتشتنير
مايكل شاتشتنير (بالإنجليزية: Michael Schachtner)‏ مواليد 19 نوفمبر 1986 في سامرست، هو لاعب كرة سلة أمريكي. بدأ مسيرته الاحترافية في سنة 2009. يبلغ طوله 6 قدم 9 بوصة (2.1 م).

## المسيرة الاحترافية
لعب مع كابفنبيرغ بولز في موسم 2009–2010، ثم لعب مع إري بايهوكس في موسم 2014–2015، ثم لعب مع مين ريد كلوز في سنة 2015.

## روابط خارجية
- مايكل شاتشتنير على موقع كرة السلة الأوروبية.كوم (الإنجليزية)
- مايكل شاتشتنير على موقع كلية كرة السلة في سبورتس رفرنس.كوم (الإنجليزية)
- مايكل شاتشتنير على موقع ريلجم (الإنجليزية)
- مايكل شاتشتنير على موقع بروبوليرز (الإنجليزية)